# Detective Conan
Detective Conan е както детективска манга така и аниме нарисувано от „Gosho Aoyama“ и сериализирано от „Weekly Shōnen Sunday“ още през 1994 г.
В Америка анимето се нарича „Detective Conan“. Било е преименувано така поради факта, че името е подобно на Конан Варварина.
Detective Conan излиза за първи на 8 януари 1996 г. Оттогава до 20 април 2013 г. има излезли 694 епизода. Има общо 17 филма излезли.

## Описание
Shinichi Kudo е умен 17-годишен ученик (в мангата на 16), който чрез баща си започва да се занимава с криминалистика и да помага на полицията. Един ден отиват в увеселителния парк(Tropical Land)заедно с приятелката си, с която се познават от деца(Ran Mori). В увеселителното влакче, в което се возят те се случва ужасно убийство. Докато разрешава случая вижда двама мрачни мъже в черно, които видимо са се разбързали за някъде. След като разкрива убиеца, Shinichi и Ran си тръгват, като пред лицата им минава единият от мъжете в черно(Vodka). Shinichi го проследява и моли Ran да го изчака.

## Черна Организация
Синдикат, който извършва поредици от престъпления с различни цели. Варират между обири и изнудване до убийства
Първите членове които се появяват още в първия епизод аи първите които Шиничи среща са Джин(Gin) и Водка(Vodka)

## Членове на Черната организация
- Джин – член на ЧО (Черна организация) с висок ранг. Любима кола: Порше 356a
- Водка – лакей на Джин